# Patinação artística nos Jogos Olímpicos de Inverno de 2018 – Equipes
O evento por equipes da patinação artística nos Jogos Olímpicos de Inverno de 2018 foi realizado na Arena de Gelo Gangneung, em Gangneung. O programa curto foi disputado nos dias 9 e 11 de fevereiro e o programa livre nos dias 11 e 12 de fevereiro.

## Medalhistas
|  | CAN Canadá                                                                                        |  | OAR Atletas Olímpicos da Rússia |  | USA Estados Unidos |
|  | Kaetlyn Osmond Gabrielle Daleman Patrick Chan Meagan Duhamel Eric Radford Tessa Virtue Scott Moir |  | Evgenia Medvedeva Alina Zagitova Mikhail Kolyada Evgenia Tarasova Vladimir Morozov Natalia Zabiiako Alexander Enbert Ekaterina Bobrova Dmitri Soloviev |  | Bradie Tennell Mirai Nagasu Nathan Chen Adam Rippon Alexa Scimeca Knierim Chris Knierim Maia Shibutani Alex Shibutani |

## Programação
Horário local (UTC+9).
| Data            | Horário | Evento                                |
| --------------- | ------- | ------------------------------------- |
| 9 de fevereiro  | 10:00   | Individual masculino – Programa curto |
| 9 de fevereiro  | 11:45   | Duplas – Programa curto               |
| 11 de fevereiro | 10:00   | Dança no gelo – Programa curto        |
| 11 de fevereiro | 11:45   | Individual feminino – Programa curto  |
| 11 de fevereiro | 13:40   | Duplas – Programa livre               |
| 12 de fevereiro | 10:00   | Individual masculino – Programa livre |
| 12 de fevereiro | 11:10   | Individual feminino – Programa livre  |
| 12 de fevereiro | 12:20   | Dança no gelo – Programa livre        |

## Participantes
| País                            | Masculino                         | Feminino                                   | Duplas                                                                            | Dança no gelo                               |
| ------------------------------- | --------------------------------- | ------------------------------------------ | --------------------------------------------------------------------------------- | ------------------------------------------- |
| GER Alemanha                    | Paul Fentz (PC)                   | Nicole Schott (PC)                         | Aliona Savchenko / Bruno Massot (PC)                                              | Kavita Lorenz / Joti Polizoakis (PC)        |
| OAR Atletas Olímpicos da Rússia | Mikhail Kolyada (PC/PL)           | Evgenia Medvedeva (PC) Alina Zagitova (PL) | Evgenia Tarasova / Vladimir Morozov (PC) Natalia Zabiiako / Alexander Enbert (PL) | Ekaterina Bobrova / Dmitri Soloviev (PC/PL) |
| CAN Canadá                      | Patrick Chan (PC/PL)              | Kaetlyn Osmond (PC) Gabrielle Daleman (PL) | Meagan Duhamel / Eric Radford (PC/PL)                                             | Tessa Virtue / Scott Moir (PC/PL)           |
| CHN China                       | Yan Han (PC)                      | Li Xiangning (PC)                          | Yu Xiaoyu / Zhang Hao (PC)                                                        | Wang Shiyue / Liu Xinyu (PC)                |
| KOR Coreia do Sul               | Cha Jun-hwan (PC)                 | Choi Da-bin (PC)                           | Kim Kyu-eun / Alex Kang-chan Kam (PC)                                             | Yura Min / Alexander Gamelin (PC)           |
| USA Estados Unidos              | Nathan Chen (PC) Adam Rippon (PL) | Bradie Tennell (PC) Mirai Nagasu (PL)      | Alexa Scimeca Knierim / Chris Knierim (PC/PL)                                     | Maia Shibutani / Alex Shibutani (PC/PL)     |
| FRA França                      | Chafik Besseghier (PC)            | Maé-Bérénice Méité (PC)                    | Vanessa James / Morgan Ciprès (PC)                                                | Marie-Jade Lauriault / Romain Le Gac (PC)   |
| ISR Israel                      | Alexei Bychenko (PC)              | Aimee Buchanan (PC)                        | Paige Conners / Evgeni Krasnopolski (PC)                                          | Adel Trankova / Ronald Zilberberg (PC)      |
| ITA Itália                      | Matteo Rizzo (PC/PL)              | Carolina Kostner (PC/PL)                   | Nicole Della Monica / Matteo Guarise (PC) Valentina Marchei / Ondřej Hotárek (PL) | Anna Cappellini / Luca Lanotte (PC/PL)      |
| JPN Japão                       | Shoma Uno (PC) Keiji Tanaka (PL)  | Satoko Miyahara (PC) Kaori Sakamoto (PL)   | Miu Suzaki / Ryuichi Kihara (PC/PL)                                               | Kana Muramoto / Chris Reed (PC/PL)          |

## Resultados

### Programas curtos

#### Masculino
A prova individual masculina do programa curto foi disputada em 9 de fevereiro.
| Pos. | Atleta            | País                            | TSS    | TES   | PCS   | SS   | TR   | PE   | CH   | IN   | Ded  | StN | Pts. |
| ---- | ----------------- | ------------------------------- | ------ | ----- | ----- | ---- | ---- | ---- | ---- | ---- | ---- | --- | ---- |
| 1    | Shoma Uno         | JPN Japão                       | 103.25 | 56.64 | 46.61 | 9.36 | 9.25 | 9.25 | 9.39 | 9.36 | 0.00 | 10  | 10   |
| 2    | Oleksii Bychenko  | ISR Israel                      | 88.49  | 47.59 | 40.90 | 8.07 | 7.82 | 8.43 | 8.29 | 8.29 | 0.00 | 7   | 9    |
| 3    | Patrick Chan      | CAN Canadá                      | 81.66  | 38.56 | 45.10 | 9.21 | 9.07 | 8.50 | 9.14 | 9.18 | 2.00 | 6   | 8    |
| 4    | Nathan Chen       | USA Estados Unidos              | 80.61  | 37.73 | 43.88 | 8.89 | 8.75 | 8.46 | 8.96 | 8.82 | 1.00 | 8   | 7    |
| 5    | Matteo Rizzo      | ITA Itália                      | 77.77  | 40.60 | 37.17 | 7.39 | 7.18 | 7.64 | 7.50 | 7.46 | 0.00 | 5   | 6    |
| 6    | Cha Jun-hwan      | KOR Coreia do Sul               | 77.70  | 40.71 | 36.99 | 7.46 | 7.25 | 7.46 | 7.46 | 7.36 | 0.00 | 1   | 5    |
| 7    | Yan Han           | CHN China                       | 77.10  | 38.28 | 40.82 | 8.46 | 8.07 | 7.71 | 8.29 | 8.29 | 2.00 | 4   | 4    |
| 8    | Mikhail Kolyada   | OAR Atletas Olímpicos da Rússia | 74.36  | 33.75 | 42.61 | 8.75 | 8.31 | 8.11 | 8.75 | 8.61 | 2.00 | 9   | 3    |
| 9    | Paul Fentz        | GER Alemanha                    | 66.32  | 34.54 | 33.78 | 6.96 | 6.61 | 6.39 | 7.00 | 6.82 | 2.00 | 2   | 2    |
| 10   | Chafik Besseghier | FRA França                      | 61.06  | 26.93 | 34.13 | 6.96 | 6.50 | 6.71 | 6.96 | 7.00 | 0.00 | 3   | 1    |

#### Duplas
A prova de duplas do programa curto foi disputada em 9 de fevereiro.
| Pos. | Atleta                                | País                            | TSS   | TES   | PCS   | SS   | TR   | PE   | CH   | IN   | Ded  | StN | Pts. |
| ---- | ------------------------------------- | ------------------------------- | ----- | ----- | ----- | ---- | ---- | ---- | ---- | ---- | ---- | --- | ---- |
| 1    | Evgenia Tarasova / Vladimir Morozov   | OAR Atletas Olímpicos da Rússia | 80.92 | 43.78 | 37.14 | 9.43 | 9.07 | 9.39 | 9.32 | 9.21 | 0.00 | 10  | 10   |
| 2    | Meagan Duhamel / Eric Radford         | CAN Canadá                      | 76.57 | 41.08 | 35.49 | 8.82 | 8.71 | 9.00 | 8.96 | 8.86 | 0.00 | 8   | 9    |
| 3    | Aliona Savchenko / Bruno Massot       | GER Alemanha                    | 75.36 | 39.33 | 37.03 | 9.21 | 9.18 | 9.21 | 9.36 | 9.32 | 1.00 | 9   | 8    |
| 4    | Alexa Scimeca Knierim / Chris Knierim | USA Estados Unidos              | 69.75 | 38.41 | 31.34 | 7.86 | 7.57 | 7.96 | 7.89 | 7.89 | 0.00 | 7   | 7    |
| 5    | Yu Xiaoyu / Zhang Hao                 | CHN China                       | 69.17 | 37.20 | 32.97 | 8.29 | 8.14 | 8.07 | 8.43 | 8.29 | 1.00 | 6   | 6    |
| 6    | Vanessa James / Morgan Ciprès         | FRA França                      | 68.49 | 34.66 | 33.83 | 8.46 | 8.39 | 8.29 | 8.57 | 8.57 | 0.00 | 5   | 5    |
| 7    | Nicole Della Monica / Matteo Guarise  | ITA Itália                      | 67.62 | 35.73 | 31.89 | 7.93 | 7.71 | 8.04 | 8.07 | 8.11 | 0.00 | 4   | 4    |
| 8    | Miu Suzaki / Ryuichi Kihara           | JPN Japão                       | 57.42 | 32.13 | 25.29 | 6.54 | 6.07 | 6.39 | 6.25 | 6.36 | 0.00 | 3   | 3    |
| 9    | Paige Conners / Evgeni Krasnopolski   | ISR Israel                      | 54.47 | 30.70 | 24.77 | 6.25 | 5.96 | 6.25 | 6.39 | 6.11 | 1.00 | 2   | 2    |
| 10   | Kim Kyu-eun / Alex Kang-chan Kam      | KOR Coreia do Sul               | 52.10 | 27.70 | 24.40 | 6.18 | 5.82 | 6.21 | 6.18 | 6.11 | 0.00 | 1   | 1    |

#### Dança no gelo
A prova de dança no gelo do programa curto foi disputada em 11 de fevereiro.
| Pos. | Atleta                               | País                            | TSS   | TES   | PCS   | SS   | TR   | PE   | CH   | IN   | Ded  | StN | Pts. |
| ---- | ------------------------------------ | ------------------------------- | ----- | ----- | ----- | ---- | ---- | ---- | ---- | ---- | ---- | --- | ---- |
| 1    | Tessa Virtue / Scott Moir            | CAN Canadá                      | 80.51 | 41.61 | 38.90 | 9.61 | 9.54 | 9.86 | 9.79 | 9.82 | 0.00 | 9   | 10   |
| 2    | Maia Shibutani / Alex Shibutani      | USA Estados Unidos              | 75.46 | 38.42 | 37.04 | 9.32 | 9.11 | 9.29 | 9.36 | 9.21 | 0.00 | 7   | 9    |
| 3    | Ekaterina Bobrova / Dmitri Soloviev  | OAR Atletas Olímpicos da Rússia | 74.76 | 38.11 | 36.65 | 9.14 | 9.00 | 9.18 | 9.29 | 9.21 | 0.00 | 10  | 8    |
| 4    | Anna Cappellini / Luca Lanotte       | ITA Itália                      | 72.51 | 37.31 | 36.20 | 8.89 | 8.71 | 9.29 | 9.07 | 9.29 | 1.00 | 8   | 7    |
| 5    | Kana Muramoto / Chris Reed           | JPN Japão                       | 62.15 | 32.17 | 29.98 | 7.54 | 7.32 | 7.46 | 7.57 | 7.57 | 0.00 | 6   | 6    |
| 6    | Marie-Jade Lauriault / Romain Le Gac | FRA França                      | 57.94 | 29.08 | 28.86 | 7.25 | 7.11 | 7.21 | 7.25 | 7.25 | 0.00 | 5   | 5    |
| 7    | Wang Shiyue / Liu Xinyu              | CHN China                       | 56.98 | 27.75 | 29.23 | 7.29 | 7.11 | 7.39 | 7.39 | 7.36 | 0.00 | 4   | 4    |
| 8    | Kavita Lorenz / Joti Polizoakis      | GER Alemanha                    | 56.88 | 28.97 | 27.91 | 6.96 | 6.75 | 7.04 | 7.14 | 7.00 | 0.00 | 2   | 3    |
| 9    | Yura Min / Alexander Gamelin         | KOR Coreia do Sul               | 51.97 | 24.88 | 27.09 | 6.79 | 6.54 | 6.82 | 6.89 | 6.82 | 0.00 | 3   | 2    |
| 10   | Adel Trankova / Ronald Zilberberg    | ISR Israel                      | 44.61 | 22.32 | 22.29 | 5.57 | 5.50 | 5.57 | 5.75 | 5.46 | 0.00 | 1   | 1    |

#### Feminino
A prova individual feminina do programa curto foi disputada em 11 de fevereiro.
| Pos. | Atleta             | País                            | TSS   | TES   | PCS   | SS   | TR   | PE   | CH   | IN   | Ded  | StN | Pts. |
| ---- | ------------------ | ------------------------------- | ----- | ----- | ----- | ---- | ---- | ---- | ---- | ---- | ---- | --- | ---- |
| 1    | Evgenia Medvedeva  | OAR Atletas Olímpicos da Rússia | 81.06 | 42.83 | 38.23 | 9.54 | 9.43 | 9.57 | 9.57 | 9.68 | 0.00 | 10  | 10   |
| 2    | Carolina Kostner   | ITA Itália                      | 75.10 | 36.96 | 38.14 | 9.54 | 9.32 | 9.50 | 9.68 | 9.64 | 0.00 | 7   | 9    |
| 3    | Kaetlyn Osmond     | CAN Canadá                      | 71.33 | 35.10 | 36.28 | 9.11 | 8.89 | 8.96 | 9.18 | 9.21 | 0.00 | 9   | 8    |
| 4    | Satoko Miyahara    | JPN Japão                       | 68.95 | 34.33 | 34.62 | 8.71 | 8.39 | 8.71 | 8.68 | 8.79 | 0.00 | 8   | 7    |
| 5    | Bradie Tennell     | USA Estados Unidos              | 68.94 | 38.94 | 30.00 | 7.54 | 7.29 | 7.68 | 7.54 | 7.46 | 0.00 | 3   | 6    |
| 6    | Choi Da-bin        | KOR Coreia do Sul               | 65.73 | 37.16 | 28.57 | 7.29 | 6.79 | 7.29 | 7.18 | 7.18 | 0.00 | 6   | 5    |
| 7    | Li Xiangning       | CHN China                       | 58.62 | 32.65 | 25.97 | 6.61 | 6.14 | 6.64 | 6.46 | 6.61 | 0.00 | 2   | 4    |
| 8    | Nicole Schott      | GER Alemanha                    | 55.32 | 29.35 | 26.97 | 6.89 | 6.50 | 6.64 | 6.86 | 6.82 | 1.00 | 5   | 3    |
| 9    | Maé-Bérénice Méité | FRA França                      | 46.62 | 22.79 | 24.83 | 6.29 | 6.00 | 6.04 | 6.32 | 6.39 | 1.00 | 4   | 2    |
| 10   | Aimee Buchanan     | ISR Israel                      | 46.30 | 25.07 | 21.23 | 5.32 | 4.96 | 5.36 | 5.39 | 5.50 | 0.00 | 1   | 1    |

### Programas livres
Apenas as cinco primeiras equipes após a disputa do programa curto avançaram para a disputa do programa livre.

#### Duplas
A prova de duplas do programa livre foi disputada em 11 de fevereiro.
| Pos. | Atleta                                | País                            | TSS    | TES   | PCS   | SS   | TR   | PE   | CH   | IN   | Ded  | StN | Pts. |
| ---- | ------------------------------------- | ------------------------------- | ------ | ----- | ----- | ---- | ---- | ---- | ---- | ---- | ---- | --- | ---- |
| 1    | Meagan Duhamel / Eric Radford         | CAN Canadá                      | 148.51 | 77.26 | 71.25 | 8.96 | 8.79 | 8.96 | 8.93 | 8.89 | 0.00 | 4   | 10   |
| 2    | Valentina Marchei / Ondřej Hotárek    | ITA Itália                      | 138.44 | 72.02 | 67.42 | 8.18 | 8.21 | 8.54 | 8.64 | 8.57 | 1.00 | 2   | 9    |
| 3    | Natalia Zabiiako / Alexander Enbert   | OAR Atletas Olímpicos da Rússia | 133.28 | 68.06 | 66.22 | 8.39 | 8.07 | 8.18 | 8.39 | 8.36 | 1.00 | 5   | 8    |
| 4    | Alexa Scimeca Knierim / Chris Knierim | USA Estados Unidos              | 126.56 | 64.82 | 62.74 | 7.82 | 7.68 | 7.82 | 7.96 | 7.93 | 1.00 | 3   | 7    |
| 5    | Miu Suzaki / Ryuichi Kihara           | JPN Japão                       | 97.67  | 49.24 | 49.43 | 6.39 | 5.93 | 6.04 | 6.29 | 6.25 | 1.00 | 1   | 6    |

#### Masculino
A prova individual masculina do programa livre foi disputada em 12 de fevereiro.
| Pos. | Atleta          | País                            | TSS    | TES   | PCS   | SS   | TR   | PE   | CH   | IN   | Ded  | StN | Pts. |
| ---- | --------------- | ------------------------------- | ------ | ----- | ----- | ---- | ---- | ---- | ---- | ---- | ---- | --- | ---- |
| 1    | Patrick Chan    | CAN Canadá                      | 179.75 | 87.67 | 93.08 | 9.50 | 9.29 | 8.93 | 9.39 | 9.43 | 1.00 | 4   | 10   |
| 2    | Mikhail Kolyada | OAR Atletas Olímpicos da Rússia | 173.57 | 88.35 | 86.22 | 8.82 | 8.43 | 8.61 | 8.57 | 8.68 | 1.00 | 1   | 9    |
| 3    | Adam Rippon     | USA Estados Unidos              | 172.98 | 86.20 | 86.78 | 8.61 | 8.39 | 8.82 | 8.75 | 8.85 | 0.00 | 3   | 8    |
| 4    | Matteo Rizzo    | ITA Itália                      | 156.11 | 78.77 | 77.34 | 7.64 | 7.39 | 8.18 | 7.71 | 7.75 | 0.00 | 2   | 7    |
| 5    | Keiji Tanaka    | JPN Japão                       | 148.36 | 72.02 | 77.34 | 8.00 | 7.57 | 7.50 | 7.96 | 7.64 | 1.00 | 5   | 6    |

#### Feminino
A prova individual feminina do programa curto foi disputada em 12 de fevereiro.
| Pos. | Atleta            | País                            | TSS    | TES   | PCS   | SS   | TR   | PE   | CH   | IN   | Ded  | StN | Pts. |
| ---- | ----------------- | ------------------------------- | ------ | ----- | ----- | ---- | ---- | ---- | ---- | ---- | ---- | --- | ---- |
| 1    | Alina Zagitova    | OAR Atletas Olímpicos da Rússia | 158.08 | 83.06 | 75.02 | 9.21 | 9.29 | 9.57 | 9.39 | 9.43 | 0.00 | 5   | 10   |
| 2    | Mirai Nagasu      | USA Estados Unidos              | 137.53 | 73.38 | 64.15 | 8.25 | 7.64 | 8.32 | 7.89 | 8.00 | 0.00 | 1   | 9    |
| 3    | Gabrielle Daleman | CAN Canadá                      | 137.14 | 68.86 | 68.28 | 8.71 | 8.18 | 8.71 | 8.50 | 8.57 | 0.00 | 3   | 8    |
| 4    | Carolina Kostner  | ITA Itália                      | 134.00 | 59.73 | 74.27 | 9.39 | 9.07 | 9.00 | 9.46 | 9.50 | 0.00 | 4   | 7    |
| 5    | Kaori Sakamoto    | JPN Japão                       | 131.91 | 65.51 | 66.40 | 8.32 | 8.11 | 8.32 | 8.39 | 8.36 | 0.00 | 2   | 6    |

#### Dança no gelo
A prova de dança no gelo do programa curto foi disputada em 12 de fevereiro.
| Pos. | Atleta                              | País                            | TSS    | TES   | PCS   | SS   | TR   | PE   | CH   | IN   | Ded  | StN | Pts. |
| ---- | ----------------------------------- | ------------------------------- | ------ | ----- | ----- | ---- | ---- | ---- | ---- | ---- | ---- | --- | ---- |
| 1    | Tessa Virtue / Scott Moir           | CAN Canadá                      | 118.10 | 59.25 | 58.85 | 9.61 | 9.61 | 9.93 | 9.93 | 9.96 | 0.00 | 5   | 10   |
| 2    | Maia Shibutani / Alex Shibutani     | USA Estados Unidos              | 112.01 | 56.41 | 55.60 | 9.32 | 9.18 | 9.36 | 9.18 | 9.29 | 0.00 | 4   | 9    |
| 3    | Ekaterina Bobrova / Dmitri Soloviev | OAR Atletas Olímpicos da Rússia | 110.43 | 54.72 | 55.71 | 9.21 | 9.11 | 9.36 | 9.36 | 9.39 | 0.00 | 3   | 8    |
| 4    | Anna Cappellini / Luca Lanotte      | ITA Itália                      | 107.00 | 52.70 | 54.30 | 8.96 | 8.79 | 9.07 | 9.14 | 9.29 | 0.00 | 2   | 7    |
| 5    | Kana Muramoto / Chris Reed          | JPN Japão                       | 87.88  | 44.69 | 44.19 | 7.32 | 7.29 | 7.14 | 7.68 | 7.39 | 1.00 | 1   | 6    |

### Geral por equipes
| Pos.              | País                            | M-SP | P-SP | D-SD | L-SP | P-FS        | M-FS        | L-FD        | D-FD        | Pts. |
| ----------------- | ------------------------------- | ---- | ---- | ---- | ---- | ----------- | ----------- | ----------- | ----------- | ---- |
| Medalha de ouro   | CAN Canadá                      | 8    | 9    | 10   | 8    | 10          | 10          | 8           | 10          | 73   |
| Medalha de prata  | OAR Atletas Olímpicos da Rússia | 3    | 10   | 8    | 10   | 8           | 9           | 10          | 8           | 66   |
| Medalha de bronze | USA Estados Unidos              | 7    | 7    | 9    | 6    | 7           | 8           | 9           | 9           | 62   |
| 4                 | ITA Itália                      | 6    | 4    | 7    | 9    | 9           | 7           | 7           | 7           | 56   |
| 5                 | JPN Japão                       | 10   | 3    | 6    | 7    | 6           | 6           | 6           | 9           | 50   |
| 6                 | CHN China                       | 4    | 6    | 4    | 4    | Não avançou | Não avançou | Não avançou | Não avançou | 18   |
| 7                 | GER Alemanha                    | 2    | 8    | 3    | 3    | Não avançou | Não avançou | Não avançou | Não avançou | 16   |
| 8                 | ISR Israel                      | 9    | 2    | 1    | 1    | Não avançou | Não avançou | Não avançou | Não avançou | 13   |
| 9                 | KOR Coreia do Sul               | 5    | 1    | 2    | 5    | Não avançou | Não avançou | Não avançou | Não avançou | 13   |
| 10                | FRA França                      | 1    | 5    | 5    | 2    | Não avançou | Não avançou | Não avançou | Não avançou | 13   |

Legenda
| Recorde mundial      | Recorde mundial (World record)               |                       | Recorde africano                      | Recorde africano (African) |                                           | Q | Classificado por posição (Qualified) |
| Recorde olímpico     | Recorde olímpico (Olympic record)            | Recorde da América    | Recorde da América (Americas)         | q                          | Classificado por melhor tempo (Qualified) |   |                                      |
| Melhor marca do ano  | Melhor marca do ano (World leading)          | Recorde asiático      | Recorde asiático (Asian)              | DNS                        | Não largou (Did not start)                |   |                                      |
| Recorde nacional     | Recorde nacional (National record)           | Recorde europeu       | Recorde europeu (European)            | DNF                        | Não terminou (Did not finish)             |   |                                      |
| Recorde pessoal      | Recorde pessoal do atleta (Personal best)    | Recorde da Oceania    | Recorde da Oceania (Oceania)          | DSQ / DQ                   | Desclassificado (Disqualified)            |   |                                      |
| Recorde da temporada | Recorde da temporada do atleta (Season best) | Recorde sul-americano | Recorde sul-americano (South America) | NM                         | Sem marca (No mark)                       |   |                                      |